# Marley (Kingston, Kent)
Marley est un hameau éparpillé sur une petite route près d'un mile (1,6 km) à l'ouest de Barham. Il fait partie de la paroisse civile de Kingston.